# Herdérite

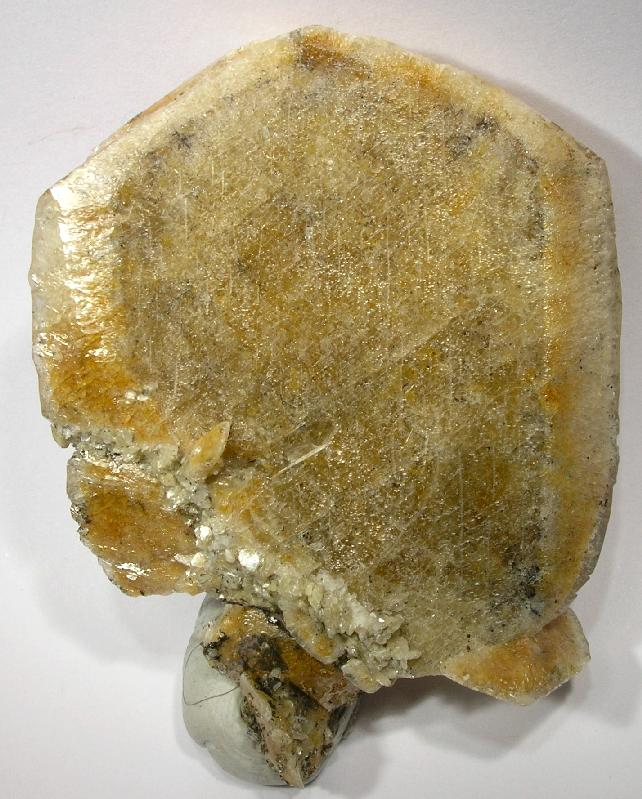
Herdérite

L'herdérite est un minéral formé de phosphate de calcium, de béryllium et de fluor. On peut le trouver dans les pegmatites granitiques.
Elle a été décrite par Wilhelm Karl von Haidinger en 1828 et nommé ainsi en l'honneur du géologue allemand Siegmund August Wolfgang von Herder.
Le topotype est la mine de  Sauberg à Ehrenfriedersdorf.

## Sources
- Herdérite sur la Galerie de Minéralogie et Géologie
- Herderite sur Mindat
- Handbook of Mineralogy
- Herderite sur Webmineral